# جائزة كيت شيبارد التذكارية
جائزة كيت شيبارد التذكارية هي جائزة تُمنح سنويًا في 19 سبتمبر، والمعروف باسم يوم الاقتراع في نيوزيلندا. يصادف هذا اليوم ذكرى فوز النساء بحق التصويت في نيوزيلندا عام 1893.
تُحيي هذه الجائزة حياة ناشطة رائدة في مجال حق المرأة في الاقتراع في نيوزيلندا، وهي كيت شيبارد، تأسست الجائزة على يد مجموعة من النساء من كرايستشرش اللاتي كنّ قد كُلّفن أيضًا بتخليد دور كيت شيبارد الوطني. تهدف الجائزة الهدف إلى مساعدة المرأة على تطوير إمكاناتها من خلال الدراسة أو البحث أو التدريب في مجال ذي قيمة للمجتمع. وعلى الرغم من أن الجائزة مفتوحة لأي امرأة، فقد لوحظ أن الغالبية العظمى من الطلبات تأتي من طلاب الجامعات والمعاهد الفنية.

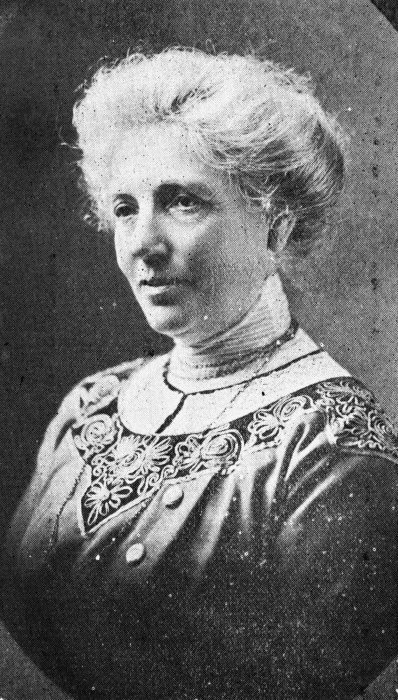
كيت شيبارد عام 1914.

تتألف لجنة الاختيار من ممثلين عن مجلس مدينة كرايستشيرش والمجلس الوطني للمرأة ومجلس النقابات المهنية النيوزيلندي والمرأة الريفية في نيوزيلندا وجمعية الشابات المسيحيات.

## الحائزون على الجائزة
- مُنحت الجائزة في عام 2015 للدكتور راشي كاروناسينغ الحاصل على الدكتوراه في جامعة أوكلاند عندما كان في السابعة والعشرين من العمر، وأجرى أبحاثًا حول إصابات الدماغ المرتبطة بالسكتة الدماغية.[4]

- لم تُمنح أي جائزة في عام 2014. وكانت سيلفيا نيسين، الطالبة في جامعة كانتربيري البالغة من العمر 23 عامًا، قد أجرت أبحاثًا في تشكيل التعبير السياسي للشباب.[5]

- مُنحت الجائزة في عام 2012 لهيلين تسوي، وهي طالبة تدرس علم النفس الإكلينيكي بجامعة أوتاغو،والتي كانت تدرس الاختبارات التشخيصية لمرض ألزهايمر.[6]
- في عام 2009، مُنحت الجائزة إلى سيدة من نغاتي كور تُدعى بيثاني إدموندز، والتي كانت تدرس دراسات الأزياء في جامعة نيويورك.[7]

## References
1. 1 2  "katesheppardaward". sites.google.com. مؤرشف من الأصل في 2019-04-30. اطلع عليه بتاريخ 2016-03-13.
2. ↑  EPMU (16 نوفمبر 2005). "Scholarship for union women". EPMU. مؤرشف من الأصل في 2017-03-05. اطلع عليه بتاريخ 2016-03-15.
3. ↑  Wellington، Victoria University of. "Scholarship detail". Victoria University of Wellington. مؤرشف من الأصل في 2019-01-27. اطلع عليه بتاريخ 2016-03-13.
4. ↑  "Kate Sheppard Memorial Trust Announces Successful Applicant Scoop News". www.scoop.co.nz. مؤرشف من الأصل في 2019-04-30. اطلع عليه بتاريخ 2016-03-13.
5. ↑  "Trust Announces Successful Applicant Scoop News". www.scoop.co.nz. مؤرشف من الأصل في 2019-04-30. اطلع عليه بتاريخ 2016-03-13.
6. ↑  "Clinical Psychology Student awarded the Kate Sheppard Memorial Award, News & Events, Department of Psychology, University of Otago, New Zealand". www.otago.ac.nz. مؤرشف من الأصل في 2019-04-30. اطلع عليه بتاريخ 2016-03-15.
7. ↑  "Maori artist wins trust award". New Zealand Herald (بNew Zealand English). 19 Sep 2009. ISSN:1170-0777. Archived from the original on 2017-03-05. Retrieved 2016-03-15.